# Ebrechtella pseudovatia
Ebrechtella pseudovatia är en spindelart som först beskrevs av Schenkel 1936.  Ebrechtella pseudovatia ingår i släktet Ebrechtella och familjen krabbspindlar. Inga underarter finns listade i Catalogue of Life.